# Bezeten van ruimte en macht
Bezeten van ruimte en macht is een Nederlandstalige sociale roman, gepubliceerd door Max Dendermonde in 1996.
Het boek beschrijft de levens van twee mannen, een linkse journalist en een energieke zakenman, tegen de achtergrond van de culturele ontwikkelingen in de periode tussen 1946 en 1973.

## Bibliografische gegevens
Max Dendermonde, Bezeten van ruimte en macht, kroniek van een vroeger Nederland. Baarn, Uitgeverij De Prom, 1996. 468 pagina's. ISBN 9789068014327